# Pseudodaphnella stipata
Pseudodaphnella stipata é uma espécie de gastrópode do gênero Pseudodaphnella, pertencente a família Raphitomidae.